# Q! Film Festival
O Q! Film Festival, realizado anualmente na cidade de Jacarta, na Indonésia, foi o maior festival de filmes LGBT da Ásia, em termos de número de filmes exibidos. Foi estabelecido em 2002, e continuou até 2017. Em 2003, superou o Festival Internacional de Cinema de Jacarta e vários outros internacionais, no número de filmes exibidos, locais e duração total do Festival, mostrando 51 filmes em uma variedade de locais em toda a Jacarta. Foi também o primeiro festival de cinema LGBT a ser organizado em um país predominantemente muçulmano.
Em 4 de março de 2017, o feed oficial do Q! Film Festival do Twitter reproduziu uma mensagem enviada no dia anterior pelo seu fundador, John Badalu, afirmando que o Festival não continuaria mais no momento, que "tinha sido uma longa luta para continuar ano após ano" e que "pode voltar um dia quando for a hora certa".

## Antecedentes
O Festival durou nove dias por ano e, além das exibições de filmes, o programa incluiu discussões sobre cinema e literatura, exposições fotográficas e o lançamento de novos livros sobre uma variedade de tópicos sobre gênero e sexualidade. Os eventos ocorreram em uma ampla variedade de locais, como galerias e missões culturais. Desde 2006, tornou-se uma parte oficial do Teddy Award no Festival de Cinema de Berlim na Alemanha. A entrada era gratuita, pois o Festival dependia inteiramente de doações privadas e não recebia apoio financeiro do governo nem patrocínio comercial.

## História
O Q! Film Festival foi criado em 2002 pela 'Q-Munity', uma organização criada em 2001 por jornalistas redatores e pessoas envolvidas na comunidade artística. Eles queriam melhorar a acessibilidade de artes cênicas e apreciação de filmes para o público mais amplo possível. Começou como um grupo de indonésios étnicos chineses interessados no cinema chinês contemporâneo, cujo objetivo era encenar um festival de filmes chineses. O primeiro diretor, John Badalu, que é redator em gestão de artes e jornalismo, disse que, como muitos dos organizadores eram de origem LGBT, optou-se por selecionar uma seleção mais ampla de filmes de alta qualidade Ásia e o resto do mundo, que chamou a atenção do público para a questão da sexualidade. O primeiro festival foi criado inteiramente a partir das coleções particulares dos organizadores.